# Henry Wilcoxon
Harry Frederick Wilcoxon, detto Henry (Dominica, 8 settembre 1905 – Los Angeles, 6 marzo 1984), è stato un attore dominicense.

## Biografia
Il suo primo importante ruolo fu quello di Marco Antonio nel film Cleopatra (1934) di Cecil B. De Mille, con Claudette Colbert. Lavorò principalmente nei film di questo grande regista statunitense, accanto al quale svolse anche attività di produttore associato e di aiuto-regista. Interpretò il ruolo di Riccardo Cuor di Leone nel film I crociati (1935) e quello di Pentauro ne I dieci comandamenti (1956). 
Dopo la morte di De Mille recitò soltanto in ruoli minori, dedicandosi principalmente all'attività di produttore cinematografico.

## Filmografia

### Cinema

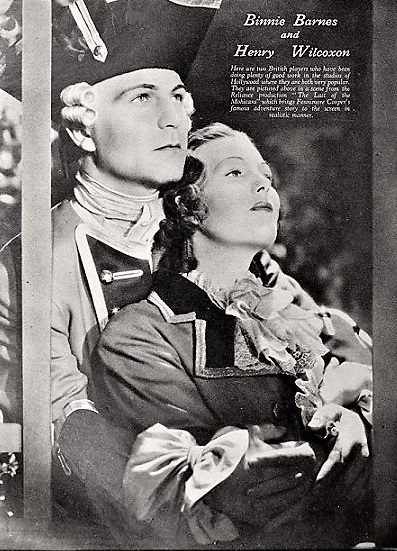
Con Binnie Barnes nel film Il re dei pellirosse (1936)

- The Perfect Lady, regia di Frederick J. Jackson e Milton Rosmer (1931)
- Self Made Lady, regia di George King (1932)
- Il pirata del fiume, regia di F.W. Kraemer (1932)
- Taxi to Paradise, regia di Adrian Brunel (1933)
- Lord of the Manor, regia di Henry Edwards (1933)
- Princess Charming, regia di Maurice Elvey (1934)
- Cleopatra, regia di Cecil B. DeMille (1934)
- I crociati (The Crusades), regia di Cecil B. DeMille (1935)
- Hollywood Extra Girl documentario, regia di Herbert Moulton (1935)
- Una donna sola (A Woman Alone), regia di Eugene Frenke (1936)
- Il re dei pellirosse (The Last of the Mohicans), regia di George B. Seitz (1936)
- Anime sul mare (Soul at Sea), regia di Henry Hathaway (1937)
- Un vagabondo alla corte di Francia (If I Were King), regia di Frank Lloyd (1938)
- Keep Smiling, regia di Herbert I. Leeds (1938)
- Il figlio di Tarzan (Tarzan Finds a Son!), regia di Richard Thorpe (1939)
- I vendicatori (The Corsican Brothers), regia di Gregory Ratoff (1941)
- Lady Hamilton, regia di Alexander Korda (1941)
- A sud di Tahiti (South of Tahiti), regia di George Waggner (1941)
- La signora Miniver (Mrs. Miniver), regia di William Wyler (1942)
- The Man Who Wouldn't Die, regia di Herbert I. Leeds (1942)
- Dragnet, regia di Leslie Goodwins (1947)
- Gli invincibili (Unconquered), regia di Cecil B. DeMille (1947)
- Sansone e Dalila (Samson and Delilah), regia di Cecil B. De Mille (1949)
- La corte di re Artù (A Connecticut Yankee in King Arthur's Court), regia di Tay Garnett (1949)
- Addio signora Miniver (The Miniver Story), regia di Henry C. Potter (1950)
- Il più grande spettacolo del mondo (The Greatest Show on Earth), regia di Cecil B. DeMille (1952)
- Scaramouche, regia di George Sidney (1952)
- I dieci comandamenti (The Ten Commandments), regia di Cecil B. DeMille (1956)
- Il principe guerriero (The War Lord), regia di Franklin J. Schaffner (1965)
- Mash, la guerra privata del sergente O'Farrell (The Private Navy of Sgt. O'Farrell), regia di Frank Tashlin (1968)
- Uomo bianco, va' col tuo dio! (Man in the Wilderness), regia di Richard C. Sarafian (1971)
- Doomsday Machine, regia di Herbert J. Leder, Lee Sholem (1972)
- F.I.S.T., regia di Norman Jewison (1978)
- Il detective con la faccia di Bogart (The Man with Bogart's Face), regia di Robert Day (1980)
- Palla da golf (Caddyshack), regia di Harold Ramis (1980)

### Televisione
- La grande vallata (The Big Valley) – serie TV, episodio 1x07 (1965)
- I sentieri del west (The Road West) – serie TV, episodio 1x10 (1966)
- Le spie (I Spy) – serie TV, episodio 2x08 (1966)
- Cimarron Strip – serie TV, episodio 1x06 (1967)
- Selvaggio west (The Wild Wild West) – serie TV, episodio 4x19 (1969)

### Film e documentari su Henry Wilcoxon
- Le dee dell'amore (The Love Goddesses) documentario, regia di Saul J. Turell - filmati di repertorio (1965)

## Doppiatori italiani
- Sandro Ruffini in Cleopatra, I crociati
- Bruno Persa in Un vagabondo alla corte di Francia
- Augusto Marcacci in La signora Miniver
- Nino Pavese in Gli invincibili
- Giorgio Capecchi in Sansone e Dalila
- Mario Pisu in Addio signora Miniver
- Luigi Pavese in Il più grande spettacolo del mondo
- Gino Baghetti in I dieci comandamenti
- Mauro Bosco in Palla da golf
- Giulio Panicali in Cleopatra (ridoppiaggio 1950)